# Maspujols
Maspujols ist eine Gemeinde in Katalonien. Sie befindet sich in der Comarca Baix Camp in der Provinz Tarragona.

## Geographie
Maspujols liegt etwa 3,5 km nordwestlich von Reus am Fluss Riera de Riudoms am südwestlichen Rand der Muntanyes de Prades. Die Gemeinde besteht aus den Ortsteilen Maspujols und Rocabruna.

## Geschichte
Erstmals erwähnt wurde der Ort im Jahr 1172 in einer Geschenkurkunde von  Alfons II. von Aragón. Der König von Aragonien schenkte an Berenguer d'Oms Land rund um Rocabruna. Im Jahr 1303 erwähnt eine weitere Urkunde den Hof Can Pujols in der Gemeinde Aleixar. Im Jahr 1625 wurde der Ort nach einer Entscheidung der Herzogen von Cardona unabhängig.

## Wirtschaft
Die Wirtschaft der Region und der Gemeinde ist geprägt von der Landwirtschaft. Der Ort liegt inmitten von Haselnuss- und Olivenbaumplantagen. 